# Teorema celor patru culori

Exemplu de „hartă” colorată cu 4 culori

Teorema celor patru culori a fost prima teoremă demonstrată cu ajutorul calculatorului.
Teorema spune că pentru a colora o hartă conținând granițe de țări sau state ("hartă politică") în așa fel încât să nu existe două țări cu granițe comune și de aceeași culoare, 4 culori diferite sunt întotdeauna suficiente.
Condițiile în care teorema e adevărată sunt următoarele:
- Harta trebuie să se afle pe o suprafață euclidiană;
- „Țările” să fie conexe (dintr-o singură bucată, fără exclave);
- Vârfurile (punctele) unde se întâlnesc mai multe țări nu sunt considerate graniță.